# ショタビデオ
ショタビデオとは少年愛者を対象とし、少年を扱ったビデオ作品の総称。ロリータビデオの対義語にあたり、ショタビと略されて呼ばれることもある。なお、あくまでも総称であり、時制および国や地域のいかんを問わずそれが法律に抵触するかしないかといったこととは無関係である。

## 概説
少年を対象に抱く愛情・執着をショタコンと呼ぶが、ゲームやアニメといったフィクションの少年に対して愛情を感じる者は、現実の少年に対する性嗜好としての少年愛をショタコンとは認めない傾向が強い。これはショタコンという言葉の生まれた経緯によるものでもあるが、こうしたことから主に現実の少年を扱っているビデオ作品をショタビデオと呼ぶのは必ずしも相当であるとは言えない。しかし、ショタビデオはあくまでもロリータビデオの対義語として生まれた語であり、その具体的な内容いかんに関わらず少年愛者を対象に作られた少年ビデオ全般を総じてショタビデオと呼ばれている。なお、アニメーション作品は通常「ショタアニメ」とし、呼び分けられている。
日本では性風俗の側面としても、また一般的な認知の問題からも少年愛そのものの認識が低く、近年になりようやく社会的にも事件その他の事象からその存在が知られるようになりつつあるが、かつては概念すら知る者は少なかった。このため、ロリコンを対象とした漫画や雑誌、ビデオなどは比較的出回る傾向にあったが、少年愛者を対象としたそれらのメディアはロリコン向けほど表向きには流通しないことが多かった。しかし過去の歴史にも、また、世界の各地にも少年愛の話には枚挙に暇がないことによろしく、少年愛者はどの時代にも存在していた。ショタコンという言葉が誕生したのは1981年であり、また、アニメの世界から生まれた語ということもあってか、この当時は少年愛者の世界ではそれほど広く使われた言葉ではなかった。黎明期にあってはいわゆる同性愛といった性嗜好との区別も厳密にはされず、同性愛向けの裏ビデオというカテゴリに属するものであったといえる。なお、少年愛という性嗜好は現在にあっても性的マイノリティーであるには違いなく、ロリコンと比べても一般社会からは実感が低い。これはビデオ業者といえども同じようであり、現在出回っているDVD化されたショタビデオも、同性愛者のビデオの一環というカテゴリとして扱われていることも少なくない。
法に抵触する、あるいは抵触したロリータビデオの中にはレイプものも多く見られるが、少なくとも日本で作られ流通したショタビデオには、緊縛などのSM的要素を含むものはあっても、当時において違法であるか否かに関わらず、無理矢理に性行為を強要し児童が泣くといったものがほとんど見られないことも特徴であるといえる。また、すべてというわけではないが、歌謡曲などをBGMとして使用しているものが比較的多く見られる。
また、日本で作られたものには少ないが、海外によるものには『АВТО ТРЗКИНГ』や『N.103』など、少年と少女が登場するものも見られる。前者はAUTO TRACKINGをロシア文字に音訳したもので、ビデオカメラの撮影時における画面表示と思われるが、タイトルとして扱われており、日本では『双子姉弟』の名で呼ばれている。後者は少年少女の映像を寄せ集めて編集したものである。しかし、こうした少年と少女が共演するビデオ作品は慣習的に「ロリータビデオ」に含まれることが多く、ショタビデオと呼ばれることはあまりない。数少ない国産のものでは『メグミちゃん小学4年生』、児童エロチカとして『FRIENDSIII おさななじみ』が挙げられるが、いずれもやはりロリータビデオ扱いであり少年愛者の間での知名度は低く、また海外のもののように性交に及ぶものではない。なお、『FRIENDSIII おさななじみ』は国産ではあるが、出演者は日本人の児童ではない。この件については力武靖を参照。

## 歴史
裏ビデオの歴史はビデオの普及と並行するものといえる。1980年代の比較的初期の頃から、すでに少年を被写体としたビデオが作られていたことがわかっている。堂山ビデオが誕生すると、地下で流通していた、あるいはそれまで手元に控えられていた初期のビデオ作品も買い取られるようになった。これらは当時にあっても違法な裏ビデオではあったが、1990年代に入ると裏ではない正規のビデオ業界もショタビデオの市場価値に気付き始め、それまでロリータビデオの制作販売を行っていたHALをはじめとする業者らも、性描写を伴わないいわゆる児童エロチカとして、少年の褌姿を収録したビデオなどをリリースするようになる。これらはそうした業者が元来広告ページを持つロリコン向けの雑誌などでも掲載されたが、少女愛者の多くには不評であった。児童買春、児童ポルノに係る行為等の処罰及び児童の保護等に関する法律が施行され、事実上、こうしたビデオの流通は表向きには途絶えることとなる。そしてこの頃と前後するかたちで同人活動としてショタアニメが新たに誕生した。
一方、欧米では小児愛と言えば少女愛と同じくらい少年愛も連想される程度に認知度は高かった。こうした市場にいち早く着目したのがドイツのPORTJAKである。PORTJAKは写真家であるエド・ランジ（Ed Lange、1920年 - 1995年）のヌーディスト写真集に注目し、1980年代初頭から少なくとも表向きにはヌーディズムを詠った少年のヌードビデオ作品をリリースし始め、現在に到る。これらは何度か問題視されることもあったが、あくまでも児童エロチカとしての範疇で制作を続けている。2000年代に入るとLS Magazineおよびその系列のウェブサイトや、類似するウェブサイトが少年写真アーカイブの流通サービスを開始した。これらは静止画ファイルがほとんどではあったが、動画ファイルも存在した。既存のナチュリストビデオを取り込んだものや映画の一部を切出したものなどもあったが、オリジナルの動画も作られ、一部のウェブサイトでは少年同士の性行為を撮影した動画も見られた。こうしたものの多くは少年たちが自ら行為に到っており、少なくとも威圧的な態度によって無理強いされているといった様子が見受けられないという、日本で作られたショタビデオと同様の共通点が存在する。

## ショタ動画
インターネット上で配布・交換されるこうした映像の動画ファイルを「ショタ動画」と呼ぶ。上記のようなショタビデオを取り込んだもの、あるいは少年写真アーカイブのウェブサイトにおいて制作されたものがこれにあたるが、一般に「ショタ動画」と呼ぶときにはもっと広い意味で使われている。
少女と比較して少年が裸体をさらす機会は非常に多く、法規制の敷かれた後であってもテレビ番組などで登場することは少なくない。コマーシャルや映画、ドキュメンタリーなども含めて、ときには性器が露出する場面が見られることもある。少女愛者においても、少女のこうした描写は収集・交換の対象となるが、とくに少年愛者においては少年のこうした動画をもまとめて「ショタ動画」と呼ばれており、2004年にLS Magazineが事実上解体されることに並んで類似するアーカイブサイトが閉鎖した以降、アーカイブの交換量は激減し、既存のショタビデオも入手しづらい状況に陥っていたこともあり、テレビや映画などといった一般メディアからのかような場面が動画ファイルとして交換される主たるコメンテンツとなる傾向にある。2005年になりYouTubeが運営を開始しだすと、海外のこうした動画も多く出回ることになった。しかし、YouTube運営側も一定の基準を設けて削除するなどがあり、状況は淘汰されてゆく。その結果、YouTubeを介して流通するショタ動画の多くはホームビデオによって撮影されたハプニング映像などがほとんどとなっている。